# Kriegerdenkmal Güssefeld
Das Kriegerdenkmal Güssefeld ist ein denkmalgeschütztes Kriegerdenkmal im Ortsteil Güssefeld der Stadt Kalbe (Milde) in Sachsen-Anhalt. Im örtlichen Denkmalverzeichnis ist das Kriegerdenkmal unter der Erfassungsnummer 094 90127 als Baudenkmal verzeichnet.

## Allgemeines
Das Kriegerdenkmal wurde an der Kreuzung Zu den Wiesen und Kirchstraße, westlich der Dorfkirche Güssefeld, auf einer Freifläche errichtet. Es handelt sich dabei um eine abgestufte Stele auf einem mehrstufigen Sockel, die ursprünglich zur Erinnerung an die gefallenen Soldaten des Ersten Weltkriegs erbaut wurde. Gekrönt wird es von einem Eisernen Kreuz und wird verziert von einem Kreuz und einem Stahlhelm. In den Seiten sind Namenstafeln eingelassen und nach 1945 wurde eine allgemeine Gedenktafel für die Gefallenen des Zweiten Weltkriegs am Denkmal angebracht.
Im Kreisarchiv des Altmarkkreises Salzwedel ist die Ehrenliste der Gefallenen des Ersten Weltkriegs erhalten geblieben. In der Dorfkirche Güssefeld befanden sich einst Gedenktafeln für die Gefallenen beider Weltkriege. Durch einen Sturm wurde in den 1960er Jahren das Dach der Kirche beschädigt und dabei auch das Inventar der Kirche zerstört.

## Inschrift
Erster Weltkrieg
Zweiter Weltkrieg